# Pedro Romero
Pedro Romero (12 de abril de 1937) é um ex-futebolista mexicano que competiu na Copa do Mundo FIFA de 1962.